# Cassique huppé
Psarocolius decumanus
Espèce
Statut de conservation UICN

 LC  : Préoccupation mineure
Répartition géographique
Le Cassique huppé (Psarocolius decumanus) aussi appelé Oropendola huppé est une espèce d'oiseau passeriforme de la famille des ictéridés propre à l'Amérique du Sud et à l'extrême sud de l'Amérique Central.

## Description

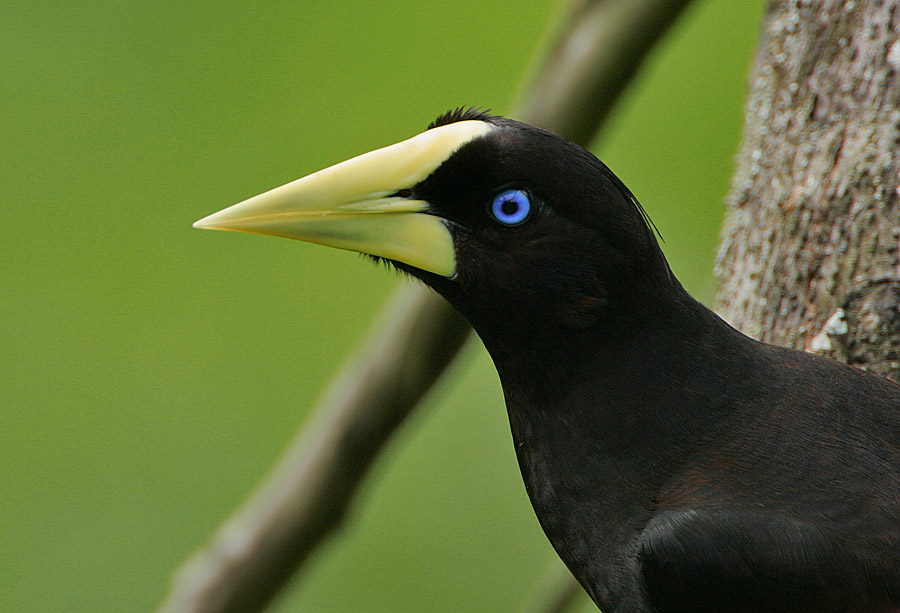
Vue détaillée de la tête

Les mâles sont en général plus grand que les femelles avec une taille de 46 cm pour un poids de 300 g en moyenne, contre 37 cm pour 180 g environ pour les femelles.
Un dimorphisme sexuel peut être observé chez cette espèce, les mâles adultes ont un plumage majoritairement noir avec le croupion brun et la queue d'un jaune vif avec deux plumes centrales plus sombres. Les mâles ont, contrairement aux femelles, une longue et fine crête noire bien que difficilement observable. Les femelles arborent le même plumage mais avec des couleurs plus ternes. Cette espèce présente des iris bleues et un long bec blanchâtre.
Le plumage a la particularité de dégager une odeur musquée dû aux sécrétions de sa glande uropygienne situé au niveau du croupion.

## Comportement
Le régime alimentaire du Cassique huppé se compose de gros insectes, de fruits et de nectar qu'il trouve dans les arbres. Pour s'alimenter il peut former de petits groupes ou rester seul.
Il produit de fortes vocalisations sonnant comme un « clack ». Les mâles émettent des chants caractéristiques qui incluent de vibrants « CreeeEEEoooooooooo ».
En période de reproduction ils forment des colonies de 15 à 30 femelles avec 3 à 4 mâles dont un dominant. Le mâle dominant s'accouplera avec la majorité des femelles de la colonie, après avoir effectué une parade nuptial comportant des révérences.

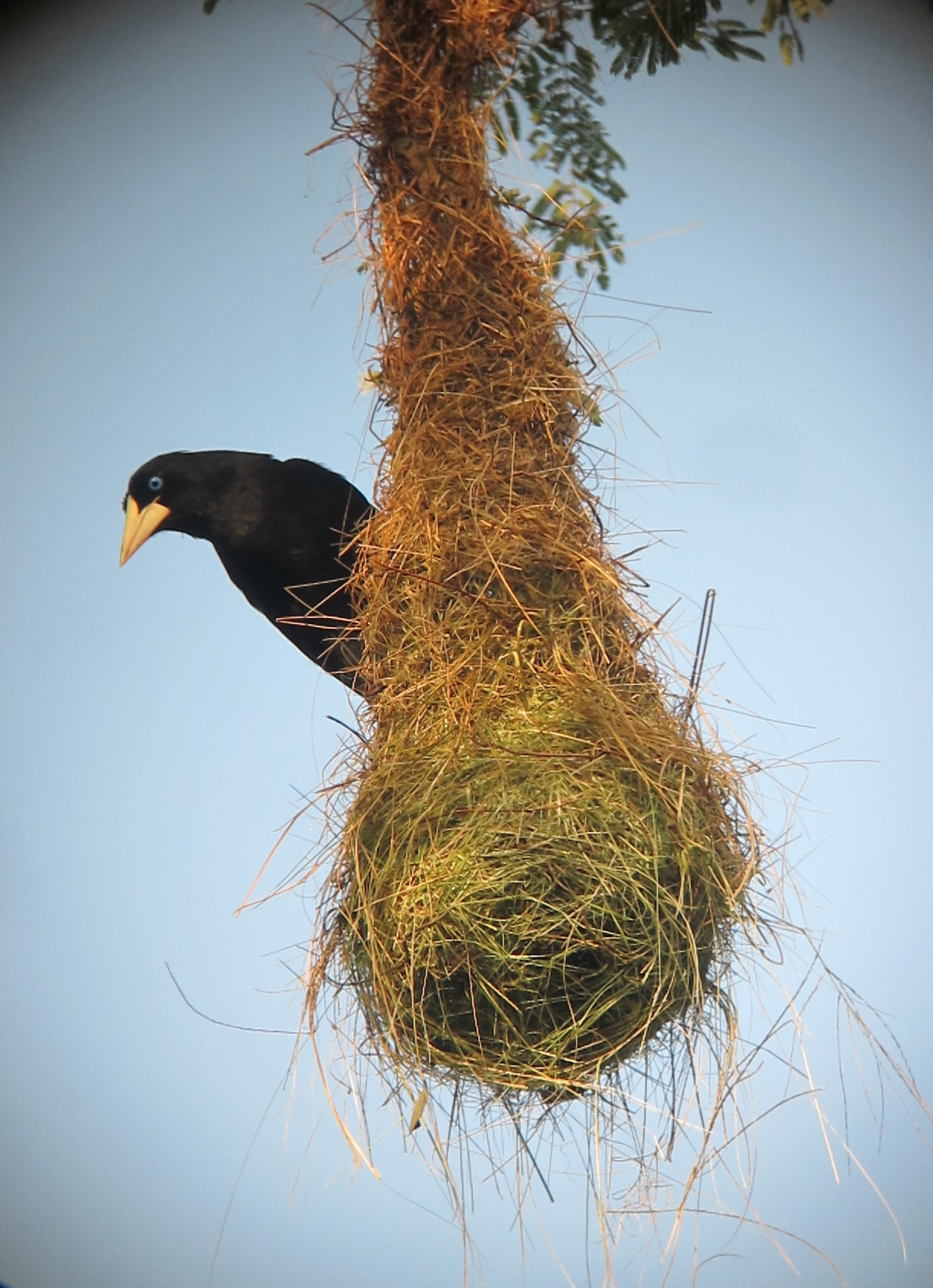
Nid suspendu

Les nids sont tissés en forme de longue goutte et sont suspendus aux branches des arbres ; les nids peuvent mesurer plus de 125 cm de long.
Chaque femelle pond deux œufs, qui sont mouchetés et d'un gris bleuté, ils éclosent après 15 à 19 jours de couvaison. Les oisillons resteront entre 24 à 36 jours avant de quitter le nid.

## Répartition et habitat
Le Cassique huppé vie dans les clairières, les lisières de forêts et les terres basses à l'est des Andes. En dehors de leur période de reproduction cette espèce est plutôt mobile et peut réaliser quelques déplacements saisonniers.
On le retrouve dans de nombreux pays d'Amérique du Sud, depuis la Colombie s'étalant sur l'Amazonie et les Yungas de Bolivie jusqu'au nord de l'Argentine, ainsi qu'au Panama et sur les îles de Trinité-et-Tobago.

## Sous-espèces
Cet oiseau est représenté par 4 sous-espèces :
- Psarocolius decumanus decumanus (Pallas, 1769) s'étend depuis la Colombie vers le sud jusqu'au fleuve Amazone au Brésil ;
- Psarocolius decumanus insularis (Dalmas, 1900) de Trinité-et-Tobago, il a le bord des ailes et le dos plus brun ;Psarocolius decumanus insularis

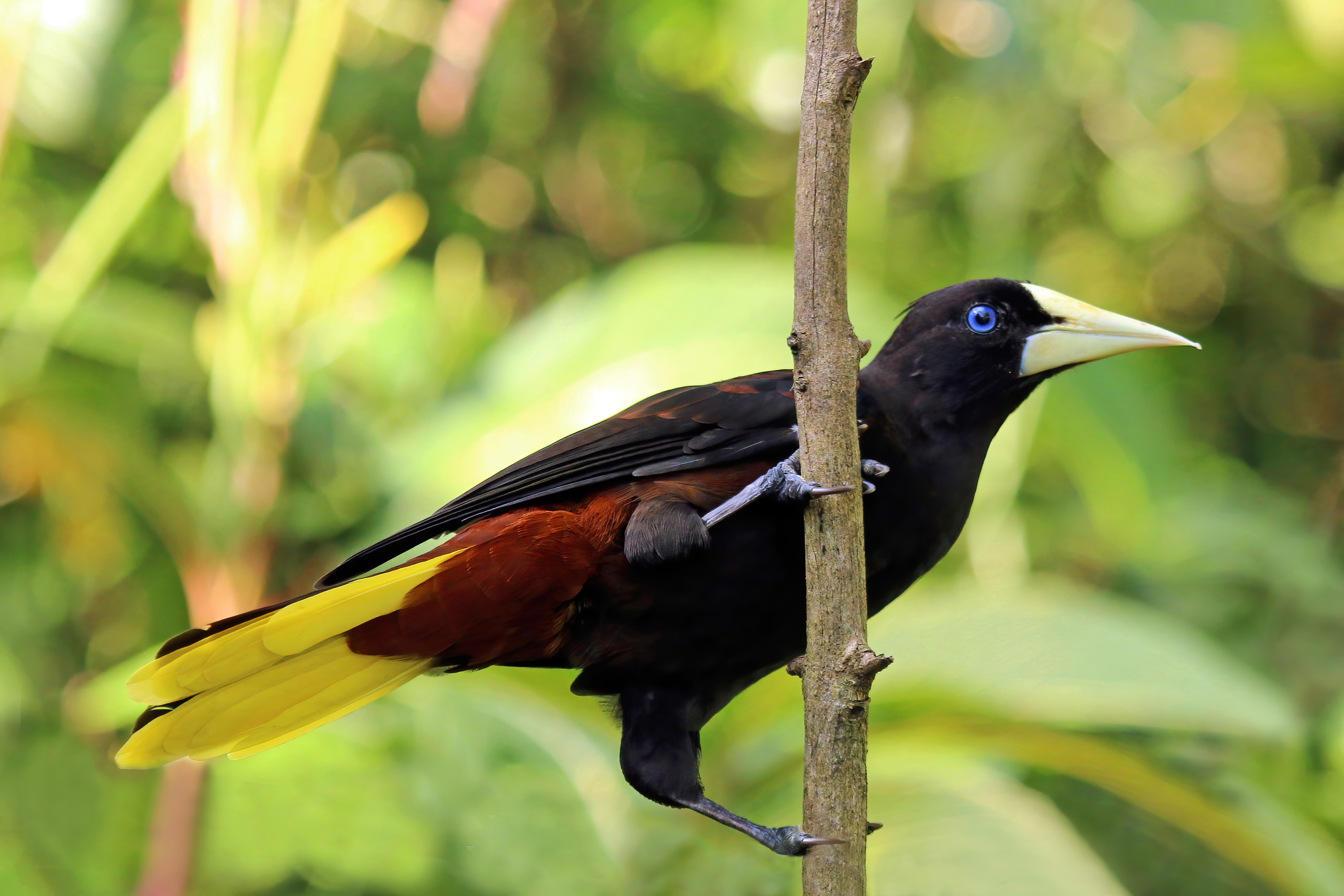
Psarocolius decumanus insularis

- Psarocolius decumanus maculosus (Chapman, 1920) est plus brun et a des plumes jaunes répartit sur l'ensemble de son corps, il nidifie au sud de l'Amazone ;
- Psarocolius decumanus melanterus (Todd, 1917) se retrouve au Panama et à l'ouest de la Colombie, son unique différence avec l'espèce nominale est la quantité de plume terminée de brun, cela remet en doute son statut de sous-espèce.